# 10563 Izhdubar
10563 Izhdubar è un asteroide near-Earth. Scoperto nel 1993, presenta un'orbita caratterizzata da un semiasse maggiore pari a 1,0067921 UA e da un'eccentricità di 0,2664401, inclinata di 63,46444° rispetto all'eclittica.